# Arroyo de Ansilán
El arroyo de Ansilán es un río corto del norte de España. Es afluente por el margen izquierdo del río Meiro y discurre por el occidente del Principado de Asturias. Debe su nombre a una casa situada en su ladera izquierda a unos 1000 metros de su nacimiento
Nace en el pueblo de Abredo, situado en la ladera este del pico Abara, en la sierra de Abredo, concejo de Coaña y desemboca en el río Meiro dejando a su izquierda al pueblo homónimo, Meiro.